# Norwegisches Fjordpferd
Das Norwegische Fjordpferd (auch Norweger, Fjordinger, Fjordpferd oder Fjordpony) ist eine Pferderasse, die aus dem Vestland Norwegens stammt.

Hintergrundinformationen zur Pferdebewertung und -zucht finden sich unter: Exterieur, Interieur und Pferdezucht.

## Exterieur

### Körperbau
Das Fjordpferd ist ein typisches kräftiges, im barocken Typ stehendes Kleinpferd (weit über 120 cm). Das angestrebte Stockmaß am Widerrist liegt zwischen 135 cm und 150 cm. Das Fjordpferd trägt Merkmale alter Pferderassen, die stark an osteuropäische und asiatische Wildpferde erinnern. Es hat eine breite Stirn mit wachen, ruhigen und klaren Augen. Der große, gerade Kopf mit seinen ausdrucksvollen Augen und kleinen, spitzen Ohren sitzt auf einem sehr kräftigen Hals. Die Nüstern sind groß. Das kräftige Pferd hat eine starke, breite Schulter und Brust, einen flachen Widerrist und einen elastischen, tragfähigen Rücken. Der Brustkasten ist breit und tief, die Kruppe schräg. Die kurzen Beine sind stabil und muskulös, manchmal mit Zebrastreifen und leichtem Kötenbehang ausgestattet.
Mittlerweile werden aber hauptsächlich im sportlichen Typ stehende Pferde gezüchtet, hier sind die Beine etwas dünner und sie sind im Gesamtbild schlanker.

### Farbe

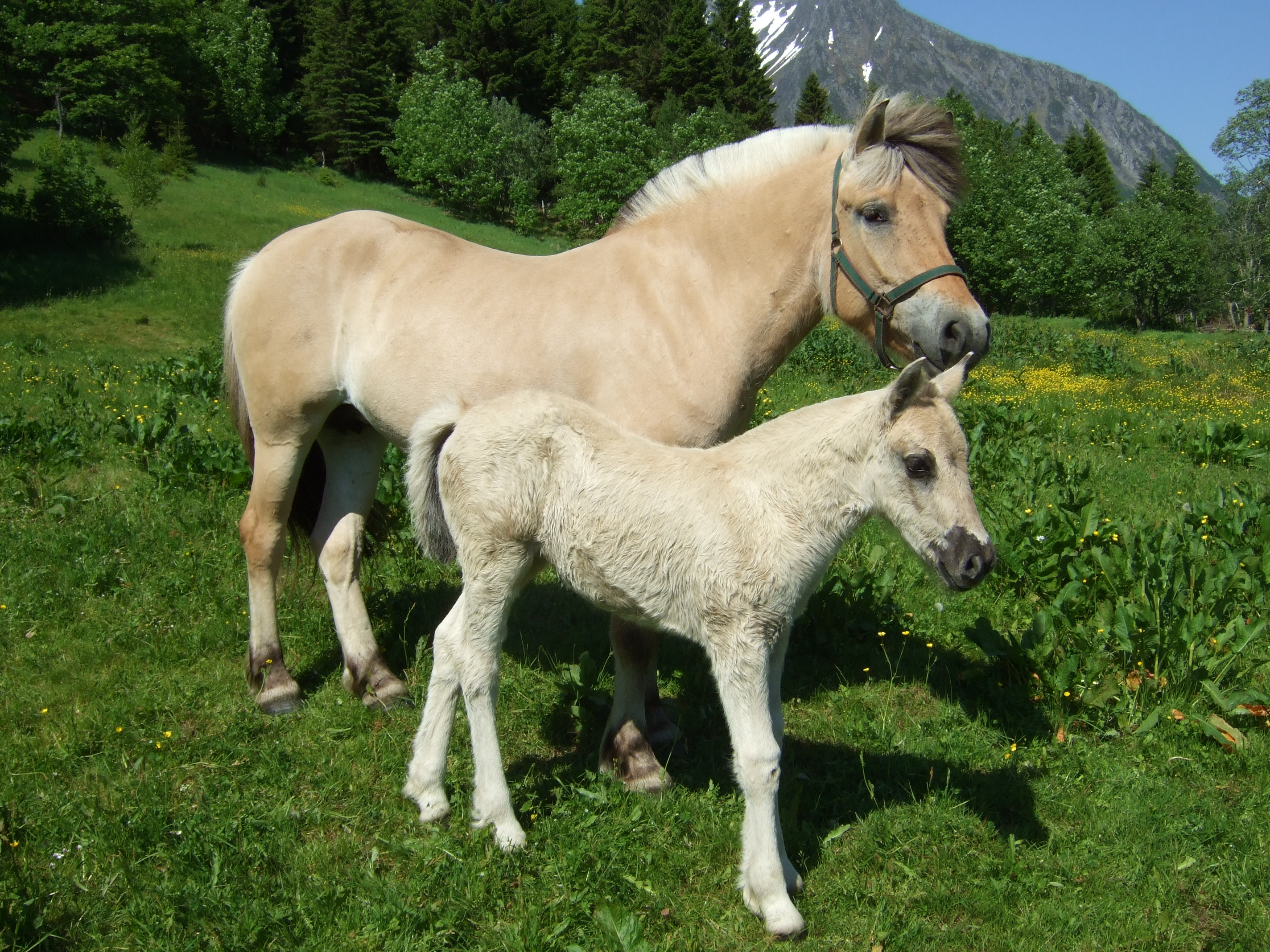
Fjordpferdstute mit Fohlen

Fjordpferde kommen in allen Falbfarben vor, die Mähne ist zweifarbig und meistens eine Stehmähne. Zur Färbung des Falben gehört immer ein Aalstrich, mitunter sieht man auch zebraähnlich gestreifte Beine. Die Fjordpferde sind in der Regel reinerbige Falben. Folgende Falbfarben finden sich bei den Fjordpferden:
- Braunfalbe (brunblakk)
- Mausfalbe (grå)
- Rotfalben (rødblakk)
- Gelbfalben (gul)
- Weißfalben (ulsblakk)

Der Weißisabell (kvit) kann zwar vorkommen, ist aber laut Zuchtstandard nicht erwünscht. Der Zuchtstandard schreibt ebenfalls vor, dass beim Fjordpferd weiße Abzeichen am Kopf oder an den Beinen unerwünscht sind. Bei Stuten werden kleine Abzeichen geduldet, bei Zuchthengsten allerdings nicht.

### Mähne

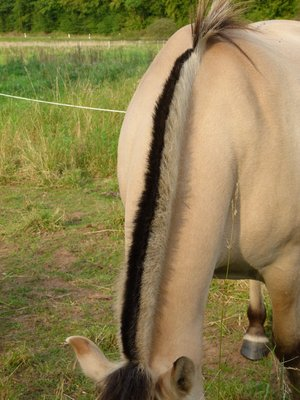
Der Aalstrich setzt sich deutlich sichtbar als dunkler Mittelstreifen in der Mähne fort

Fjordpferde besitzen natürlicherweise eine Hängemähne, doch wird diese bei Reitpferden oft zur Stehmähne gestutzt. Pferden eine Stehmähne zu schneiden, ist in Nordeuropa bereits seit der Wikingerzeit Tradition. So sind etwa auf Runensteinen Pferde mit der für Fjordpferde typischen und traditionellen Stehmähne abgebildet. Bei einer korrekt geschnittenen Mähne stehen die inneren schwarzen Mähnenhaare etwas höher als die hellen seitlichen. So sollen der Aalstrich und der kräftige Hals besser zum Ausdruck kommen.

## Interieur

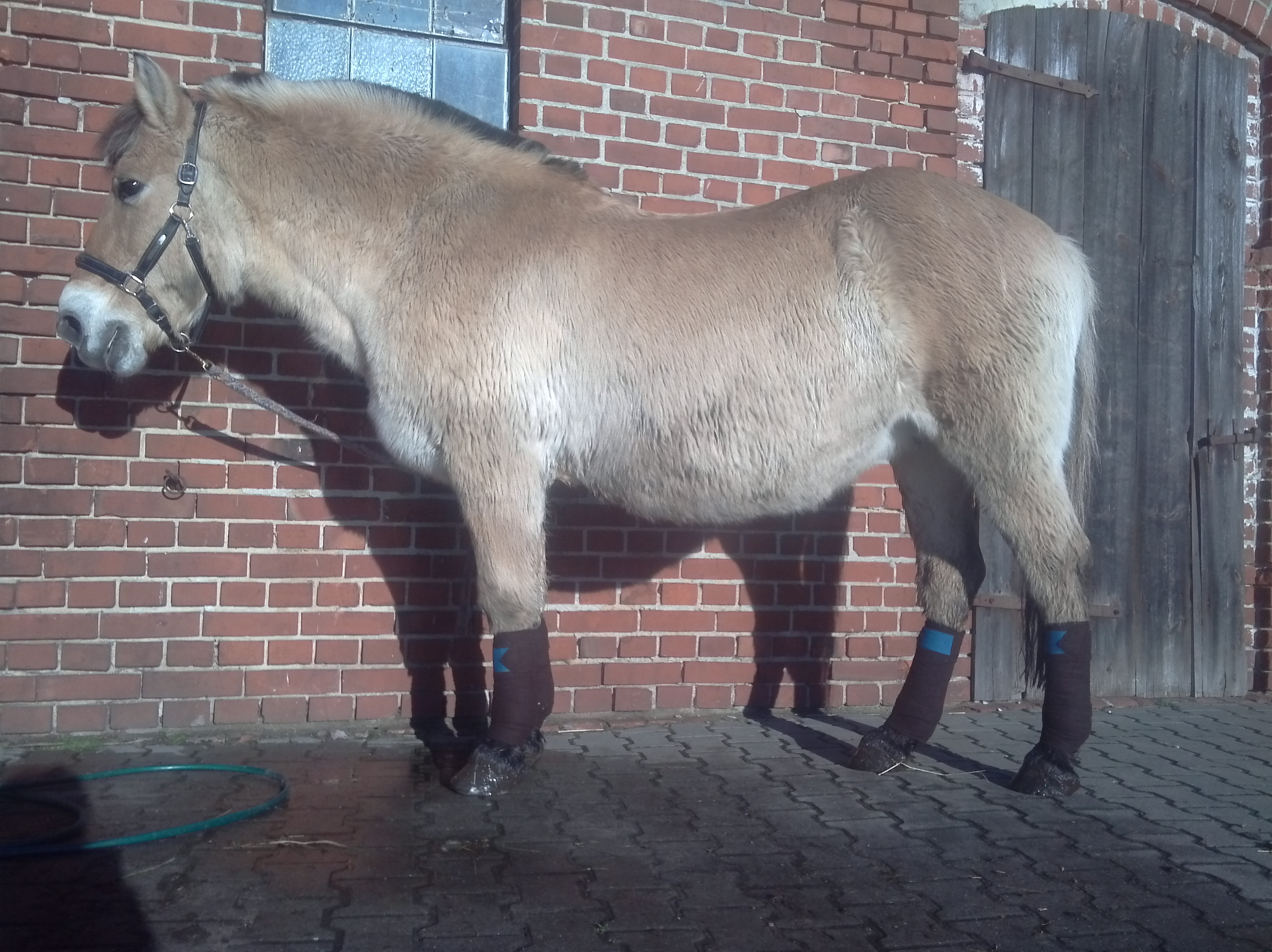
Norwegerstute

Das Fjordpferd gilt, wie die meisten Ponyrassen, als robust, anspruchslos, ausgeglichen, gelehrig und langlebig. Die Rasse wird als ruhig und gelassen bezeichnet. Es war das Allround-Pferd Norwegens, das für alle möglichen Arbeiten eingesetzt wurde. Das Fjordpferd diente als Reit- und Kutschpferd und wurde in der Landwirtschaft vor den Pflug gespannt. Sie sind auch gut für Kinder geeignet, da Fjordpferde sehr gutmütig sind. Auch als Rückepferd kam es zum Einsatz. Bis heute wird der auch unter schwerer Last ausgezeichnete Kletterer von den norwegischen Gebirgstruppen als Packpferd verwendet.

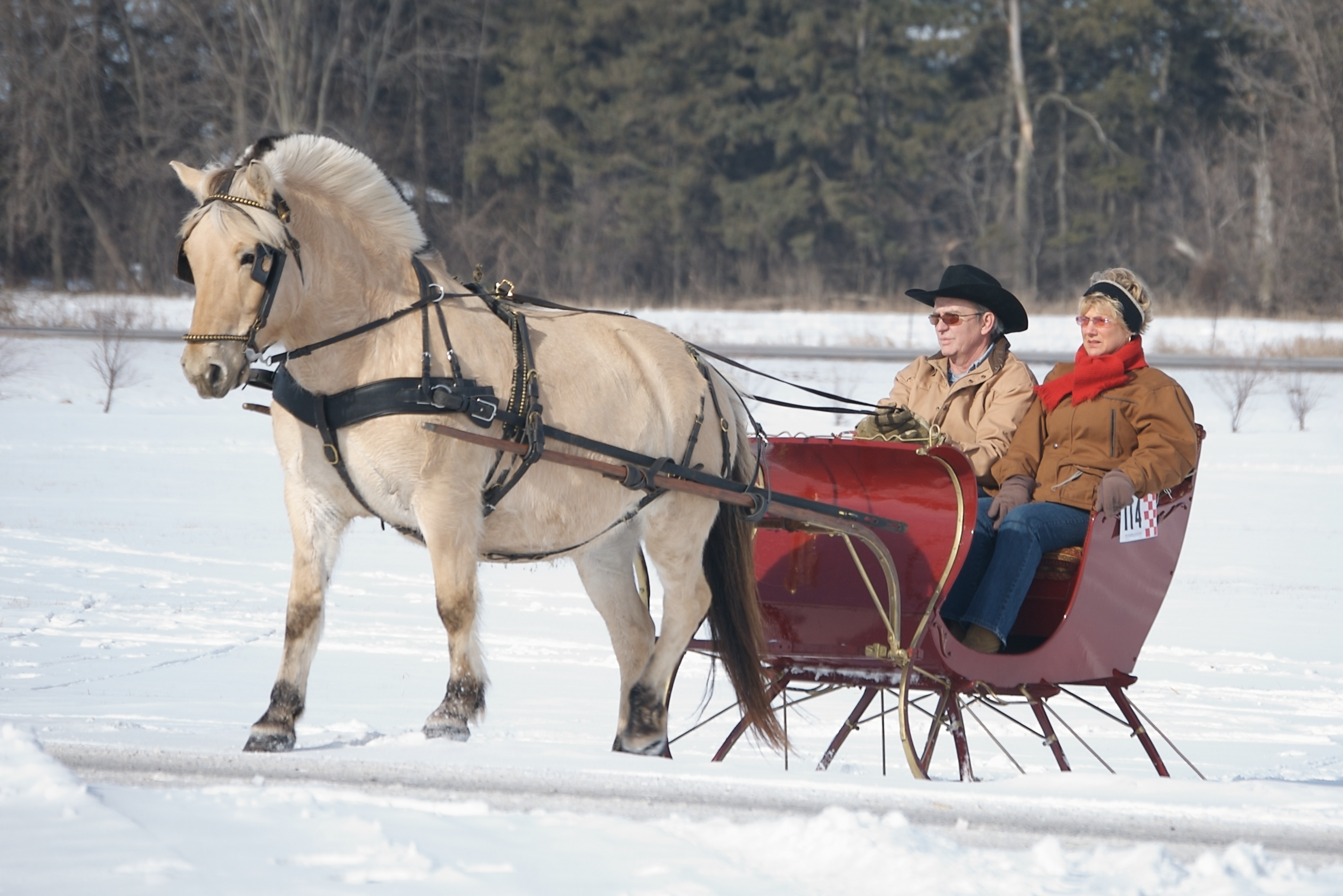
Fjordpferd vor einen Schlitten gespannt

Fjordpferde werden heute von Freizeitreitern eingesetzt, sie eignen sich für Wanderritte, Rallyes und Geschicklichkeitsturniere. Auch werden sie als Therapiepferde eingesetzt. Mittlerweile steigen die Fjordpferde auch im Turniersport auf. Man sieht sie immer häufiger bei Dressurwettbewerben bis zur Klasse L und bei Springen bis Klasse A, wo sie auch einige Erfolge zu verbuchen haben. In Fahrwettbewerben sind Fjordpferde äußerst erfolgreich. Mannschaftsweltmeister und einige Landesmeister der Ponygespannfahrer nutzen Fjordpferde.

## Zuchtgeschichte
Die Rasse stammt ursprünglich aus West-Norwegen, auch „Vestland“ genannt. Für die Pferdezucht waren vor allem die Provinzen Sogn og Fjordane sowie Møre og Romsdal bekannt. In Westnorwegen war es aufgrund geeigneter Weideflächen günstiger, Pferde zu züchten als im Osten. Um 1900 war Westnorwegen daher eine Hochburg der Pferdezucht. Die jungen Pferde wurden meist vierjährig von Pferdehändlern aufgekauft und nach Osten gebracht. In Ostnorwegen und Schweden war der Bedarf an Arbeitspferden für Forstwirtschaft, Landwirtschaft und Verkehr groß.

Die Rasse besitzt alte Wurzeln. Dennoch gehen alle heutigen Vertreter der Rasse auf einen einzigen Hengst zurück, der um die Wende zum 20. Jahrhundert über 17 Jahre lang zur Reinzucht eingesetzt wurde. Seit 1907 wird das Fjordpferd in Reinzucht gezogen. Das heißt, es werden keine fremden Rassen zur Veredelung verwendet. 
Bei der Weltausstellung „Expo 86“ in Montreal Kanada war das Pony Kennzeichen Norwegens.